# Charles Erskine, Lord Tinwald

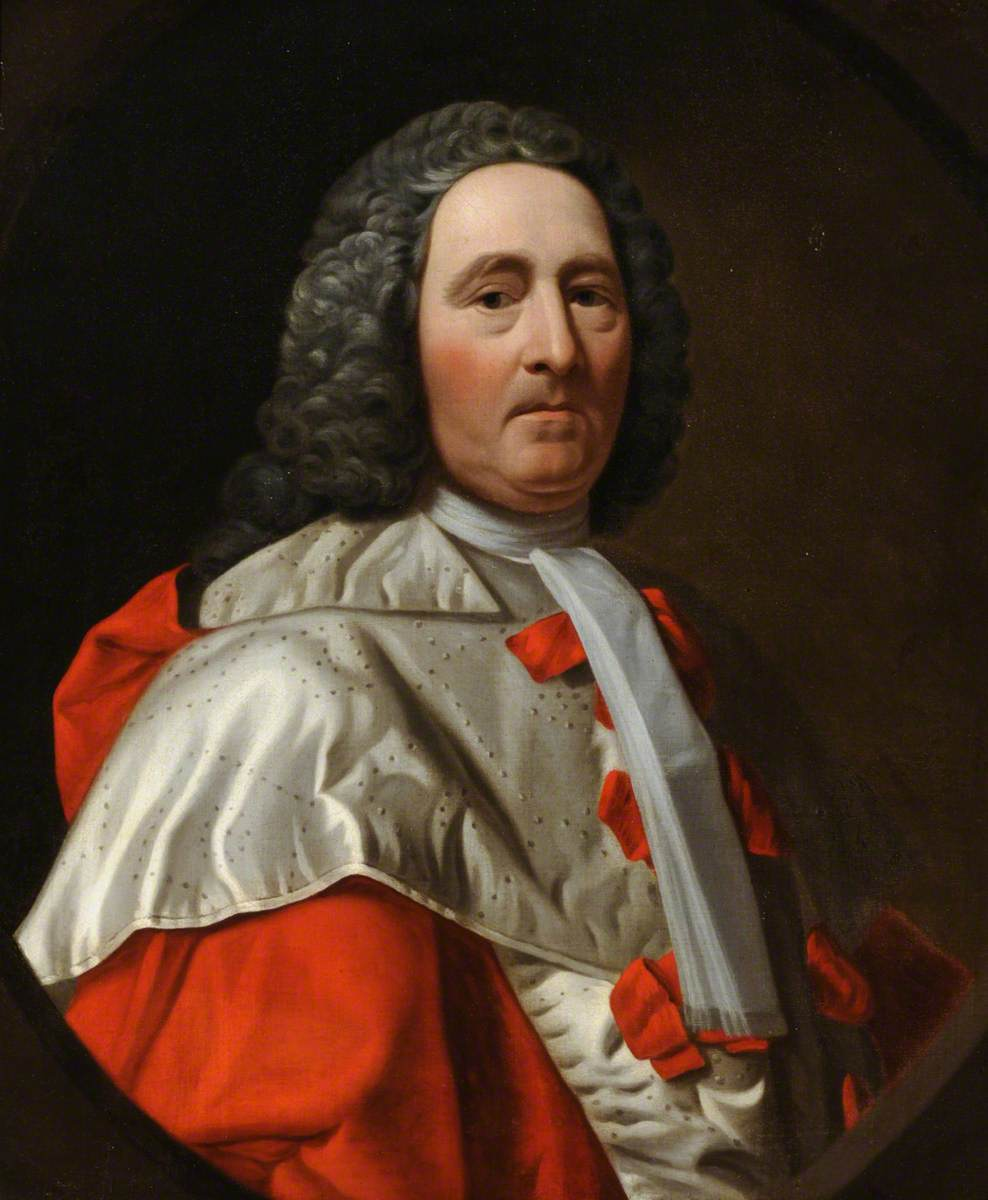
Charles Erskine, um 1750

Charles Erskine, Lord Tinwald (auch Areskine, getauft am 25. November 1680 in Alva, Stirlingshire; † 5. April 1763 in Edinburgh), war ein schottischer Jurist, Richter und Politiker.

## Leben
Charles Erskine war ein jüngerer Sohn von Sir Charles Erskine, 1. Baronet (of Alva) (1643–1690) aus dessen Ehe mit Christian Dundas († 1724/25), Tochter des Richters Sir James Dundas, Lord Arniston. Väterlicherseits war er ein Urenkel des John Erskine, 19. Earl of Mar, der High Treasurer of Scotland war. Sein älterer Bruder, Robert Erskine wurde später Leibarzt von Peter dem Großen.
Charles schloss 1699 ein Studium am St. Salvator’s College der Universität St. Andrews als Master of Arts ab. Am 26. November 1700 wurde er zu einem von vier „Regents“ (Universitätsleitern) der Universität Edinburgh ernannt, d. h. er übernahm den Auftrag, an der Universität in Rotation mit den drei anderen, semesterweise die Fächer Logik, Ethik, Metaphysik und Naturphilosophie zu lehren. Nach dem Act of Union 1707, in dem Schottland eine politische Union mit England einging, verließ Erskine seine Rolle als Regent. Gegen den Willen des verantwortlichen Town Councils hatte Königin Anne eine Regius Professur gestiftet, den Regius Chair of Public Law and the Law of Nature and Nations und Erskine als Professor berufen.
Am 14. Juli 1711 wurde Erskine durch die Faculty of Advocates vor Gericht zugelassen und 1714 wurde er als Richter berufen. Er kaufte den Landbesitz Tinwald im Dumfriesshire und wurde im April 1722 mit der Unterstützung von Charles Douglas, 3. Duke of Queensberry, als Abgeordneter für Dumfriesshire ins britische House of Commons gewählt. 1727 und 1734 wurde Erskine wiedergewählt und hatte sein Mandat bis 1741 inne.
1725 wurde Erskine zum Solicitor General for Scotland ernannt, wobei ihm königlich verbrieft ein Recht zugestanden wurde, das bis dato allein dem Lord Advocate zugestanden worden war: Anträge vor Gericht vorzutragen. Hew Dalrymple, ein Nachkomme von James Dalrymple, 1. Viscount of Stair, protestierte energisch gegen dieses Recht, da es gegen bestehendes Recht verstoße. In Erskines Nachfolge wurde dieses Recht allerdings fast jedem der Amtsinhaber zugestanden.
1737 wurde Erskine in der Nachfolge von Duncan Forbes (1685–1747) zum Lord Advocate berufen, dem höchsten Ankläger in Schottland. Im Auswahlprozess setzte er sich dabei gegen Robert Dundas (1685-1753) durch. Bei den Parlamentswahlen von 1741 wurde Erskine als Abgeordneter für den Tain (Northern) District of Burghs (der die Royal Burghs Wick, Kirkwall, Tain, Dingwall und Dornoch umfasste) ins House of Commons gewählt. Die Wahl wurde im folgenden Jahr für ungültig erklärt und Erskine gab sein Amt zugunsten von Robert Craigie of Glendoick auf. Erskine kehrte zu seinen juristischen Tätigkeiten zurück, wo er bei der ersten Gelegenheit zu einem der Richter im Court of Session ernannt wurde. Nach dem Tod von James Mackenzie, Lord Royston, wurde Erskine als Lord Tinwald geadelt und erhielt Roystons Sitz im Richtergremium des höchsten Gerichts in Schottland. 1748 wurde Erskine nach dem Tod von Andrew Fletcher aus Milton zum Lord Justice Clerk ernannt.
Erskine heiratete 1712 Grizel Grierson, die Erbin von Barjag im Dumfriesshire, und nach dem Tod seiner ersten Frau, 1753, Elizabeth, Tochter von William Harestanes aus Craigs, Kirkcudbrightshire, und Witwe von William Maxwell aus Preston. Alle seine Nachkommen entstammten der ersten Ehe. Am 5. April 1763 verstarb Erskine in Edinburgh.